# Filip Österholm

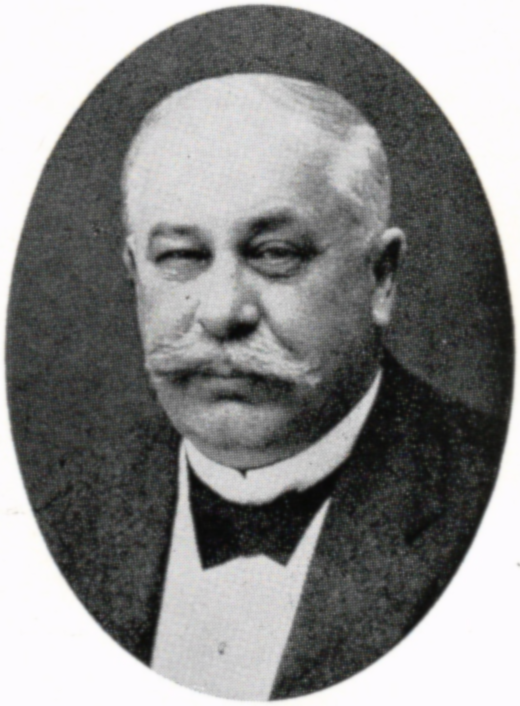
Karl Filip Österholm i Porträttgalleri från Södermanland, 1934.

Karl Filip Österholm, född 14 april 1870 i Simtuna församling, Västmanlands län, död 7 februari 1949 i Strängnäs, var en svensk borgmästare.
Österholm, som var son till inspektör August Österholm och Kristina Johanson, avlade mogenhetsexamen i Västerås 1892, juridisk preliminärexamen i Uppsala 1892 och hovrättsexamen 1896. Han var tillförordnad domhavande  under 19 månader, tjänstgjorde tidvis som landskanslist, kronofogde och häradsskrivare i Södermanlands län, blev kronokassör i Strängnäs stad 1902, var rådman där 1905–1919 och borgmästare från sistnämnda år. Han var sekreterare hos direktionen för Sundby sjukhus 1922–1939.